# Depozit (geologie)

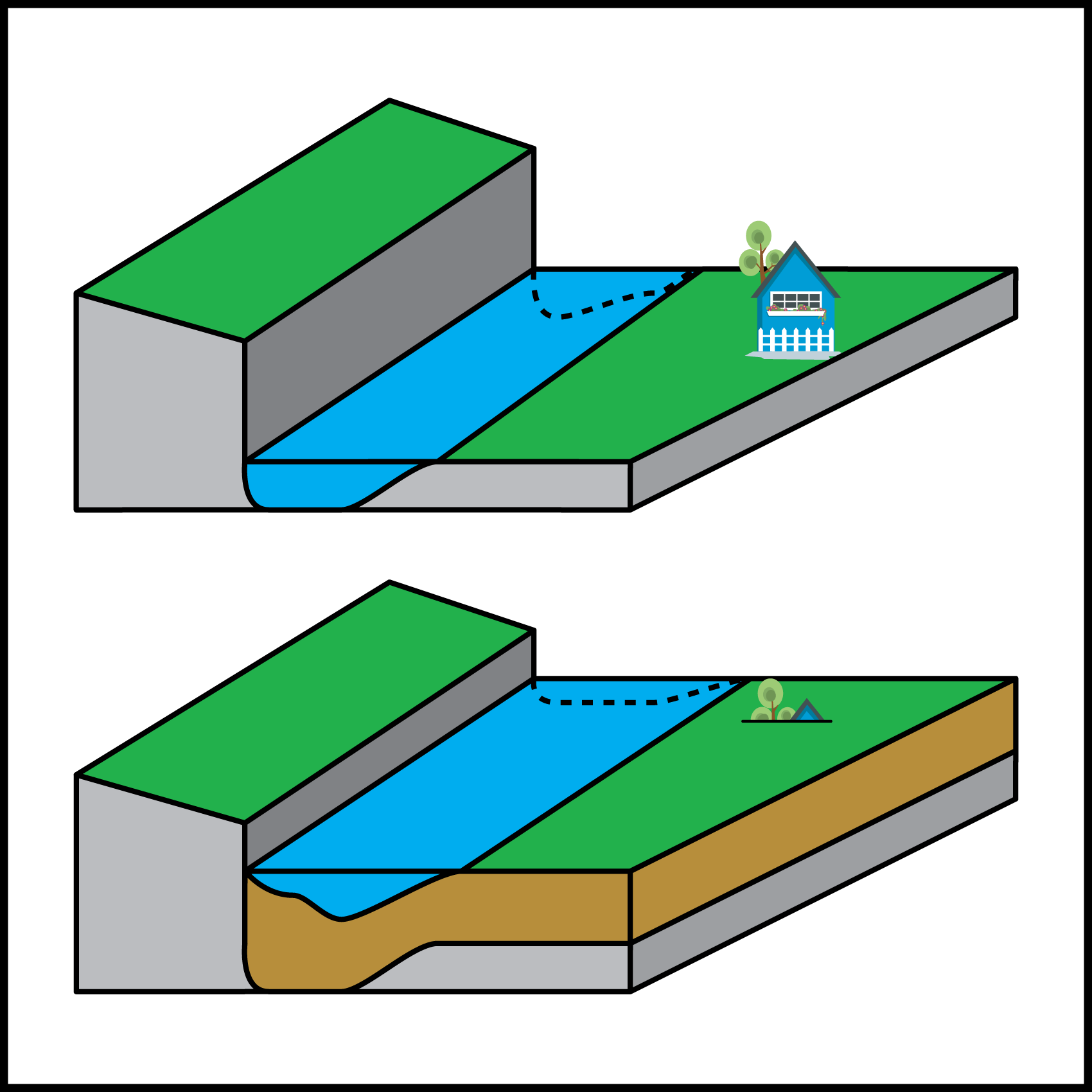
diagramă care arată rezultatul acumulării sedimentelor într-un curs de apă

În geomorfologie, termenul de depozit se referă la acumularea de materiale provenite din dezagregarea și alterarea rocilor și care sunt depuse pe suprafața continentelor sau a mărilor.
Acesta poate fi: continental, marin, epicontinental sau sedimentar.

## Depozitul continental
Depozitul continental reprezintă cazul când materialele rezultate sunt depuse pe suprafața continentelor.
După condițiile în care are loc depunerea acestora, depozitele continentale se împart în: depozite continentale lacustre (depuse în lacuri), fluviatile (depuse în apele curgătoare), glaciale (depuse de ghețari), eoliene (depuse sub acțiunea vântului).
Turba, loessul, pietrișurile și nisipurile din terase, travertinul etc. sunt depozite continentale.
Unele din acestea se exploatează ca substanțe minerale utile (de exemplu turba, travertinul) iar altele deoarece conțin astfel de substanțe (de exemplu: minerale grele, hidroxizi de aluminiu și fier etc.).

### Depozitul deluvial
Depozitul deluvial constituie o acumulare de materiale rezultate din dezagregarea și alterarea rocilor, transportate sub acțiunea apei de șiroire și a gravitației și depuse pe versanții culmilor sau la baza pantelor.
Acest tip de depozit este reprezentat prin argile, nisipuri, grohotișuri etc. și se caracterizează printr-o slabă rotunjire și sortare a fragmentelor, un exemplu fiind grohotișurile de pe versantul vestic din Munții Piatra Craiului.

### Depozitul eluvial
Depozitul eluvial reprezintă o acumulare de materiale rezultate din dezagregarea și alterarea rocilor și rămase pe locul de formare.
Formate din elemente colțuroase de dimensiuni foarte variabile, depozitele eluviale sunt reprezentate prin laterite, pământuri roșii ("terra rossa"), soluri etc. și conțin uneori substanțe minerale utile, de exemplu minereuri de fier, de aluminiu etc.

### Depozitul eolian
Depozitul eolian reprezintă o acumulare de materiale rezultate din dezagregarea și alterarea rocilor, care sunt transportate și depuse sub acțiunea vântului, de exemplu nisipurile de dune și loessul din Câmpia Română, Podișul Moldovei.
În general, se întreprind acțiuni pentru stabilizarea depozitelor eoliene în mișcare (în special a dunelor) și care se realizează prin plantarea unor perdele forestiere.

### Depozitul fluviatil
Depozitul fluviatil constituie o acumulare de materiale provenite din dezagregarea și alterarea rocilor și depuse prin acțiunea apelor curgătoare.
Este format din pietrișuri rotunjite, nisipuri și argile caracterizate în mod obișnuit printr-o dispoziție neparalelă (încrucișată) a stratelor.
Conține uneori acumulări de minerale utile (de exemplu minerale grele).
Pietrișurile și nisipurile din depozitele fluviatile sunt exploatate ca materiale de construcție (de exemplu pietrișurile de la Colentina).

### Depozitul fluvioglaciar
Depozitul fluvioglaciar reprezintă o acumulare de materiale rezultate din dezagregarea și alterarea rocilor sub acțiunea ghețarilor și care sunt transportate și depuse de apele curgătoare formate prin topirea ghețarilor.
Este alcătuit din pietrișuri slab rotunjite și din nisipuri cu granule colțuroase, slab sortate și caracterizate printr-o stratificare oblică, de tip torențial.

### Depozitul glaciar
Depozitul glaciar reprezintă o acumulare de roci provenită din transportarea și depunerea lor de către ghețari (exemple: morene, blocuri eratice etc.).
În România, astfel de depozite se întâlnesc în munții Retezat, Parâng, Făgăraș, Rodna etc.

### Depozitul lacustru
Depozitul lacustru este o acumulare de materiale aduse de apele curgătoare și depuse în lacuri.
Este format din pietrișuri, nisipuri și argile și conține uneori resturi de plante și chiar strate de cărbuni, un exemplu fiind cărbunii din bazinul Cărpeni-Baraolt.

### Depozitul loessoid
Depozitul loessoid reprezintă o acumularea de roci neconsolidate, cu caractere asemănătoarea loessului și care aparțin unor tipuri genetice diferite: proluviale, deluviale, aluviale-proluviale etc.

### Depozitul proluvial
Depozitul proluvial esteo acumulare de materiale rezultate din dezagregarea și alterarea rocilor și care sunt transportate și depuse sub acțiunea torenților.

## Depozitul marin
Depozitul marin reprezintă o acumulare de materiale provenite din fragmente de roci, din resturi de organisme și din substanțe dizolvate în apa mării și depuse pe fundul bazinelor marine.
După locul și condițiile de formare, depozitele marine pot fi:
- neritice: formate la adâncimi până la 200 m;
- batiale: formate la adâncimi cuprinse între 200 și 1.000 (după unii cercetători 2.500) m;
- abisale: formate la adâncimi mai mari de 1.000 (2.500) m.

Depozitele marine reprezintă cea mai mare parte a depozitelor sedimentare cunoscute (de exemplu: conglomeratele, gresiile, marnele, calcarele etc.).
În acestea se află localizată masa principală a zăcămintelor de petrol, gaze naturale, sare, cărbuni etc.

## Depozitul epicontinental
În acest caz, materialele se depun pe fundul unor mări de mică adâncime (numite epicontinentale).
Depozitele epicontinentale sunt formate din pietrișuri, nisipuri, argile, calcare, cretă, diatomite, cărbuni de pământ etc.

## Depozitul sedimentar
Depozitul sedimentar reprezintă o acumulare de materiale provenite din dezagregarea și alterarea rocilor sau din acțiunea organismelor și care se depun pe fundul unui bazin acvatic sau pe suprafața uscatului.
Depozitele sedimentare au o mare răspândire; cuprind zăcăminte de țiței, gaze naturale, cărbuni, sare, gips, bauxită, minereuri de fier și mangan, turbă, argile, nisipuri, calcare, dolomite.
Acest articol conține text din Dicționarul enciclopedic român (1962-1966), aflat acum în domeniul public.